# Травизи
Анте Травизи (Сплит, 1992), који се професионално представља само као Травизи, хрватски је стенд ап комичар.
Живео је у Пули, на Сицилији, на Ибизи и у Пољској. У Пули и Пољској је студирао културу и туризам. 
Од 2016. године бави се станд ап комедијом. Почиње на стенд ап радионици Марине Орсаг. Био је члан огранка Студија смијеха Сплит. Крајем 2018. године формиран је колектив Сплицка сцена, чији је члан од оснивања. Део Сплицке сцене су: Јосип Шкиљо, Томислав Приморац, Ивица Лазанео и Травизи.
Учествовао је и у емисији РТЛ-а под називом Директор свемира.  Инспирацију за стенд ап црпи из свакодневног живота и односа мушко-женских, пријатељских и породичних. Најпре на друштвеним мрежама постаје познат по шаљивим снимцима о уобичајеним свакодневним ситуацијама уско везаним за Сплит. Његов први стенд ап шоу "Нит ора' нит копа'", премијерно је приказан 2021. године. Године 2024. постаје виралан у Србији, када снима видео о Егзит фестивалу.
Имао је много наступа широм Хрватске и региона.